# كرايغ كايل
كرايغ كايل (بالإنجليزية: Craig Kyle)‏ هو كاتب أمريكي، ولد في القرن العشرين.

## وصلات خارجية
- كرايغ كايل على موقع IMDb (الإنجليزية)
- كرايغ كايل على موقع ديسكوغز (الإنجليزية)
- كرايغ كايل على موقع قاعدة بيانات الفيلم (الإنجليزية)